# Мунтян, Парасковья Сергеевна
Парасковья Сергеевна Мунтян (15 марта 1929 — ?) — сортировщица табака Флорештского табачно-ферментационного завода Министерства пищевой промышленности Молдавской ССР, Герой Социалистического Труда (21.07.1966), депутат Верховного Совета СССР (1966—1970).
Родилась 15 марта 1929 года в селе Маркулешты, ныне Флорештский район Молдавии.
Молдаванка, беспартийная, образование начальное.
В 1946—1951 гг. тюковщица, в 1951—1969 гг. бригадир цеха сортировки табака Флорештского табачно-ферментационного завода.
Из года в год добивалась высоких производственных показателей, выполняя нормы выработки на 120—130 процентов. Рационализатор, наставница молодёжи.
Герой Социалистического Труда (21.07.1966).
Депутат Верховного Совета СССР 7-го созыва (1966—1970).
С 1969 года на пенсии.